# Juan Luis Beigbeder
Juan Luis Beigbeder y Atienza, né le 31 mars 1888 à Carthagène et mort le 6 juin 1957 à Madrid, est un militaire, homme politique et diplomate espagnol, ministre des Affaires étrangères sous le régime franquiste.
María Dueñas en fait le portrait dans son roman El tiempo entre costuras de 2009 (paru en 2011 en français sous le titre Le Fil du destin), qui se passe à Tanger, Tétouan (capitale du protectorat espagnol au Maroc) et Madrid pendant la guerre civile espagnole et le début de la Seconde Guerre mondiale. Dans la série télévisée espagnole El tiempo entre costuras tirée du roman, le rôle de Beigbeder est interprété par Tristán Ulloa.